# Joanis Zigdis
Joanis G. Zigdis (gr. Ιωάννης Γ. Ζίγδης; ur. 21 lipca 1913 w Lindos, zm. 21 października 1997 w Atenach) – grecki polityk, ekonomista i pisarz, wieloletni parlamentarzysta, eurodeputowany, trzykrotny minister przemysłu, działacz ruchu oporu podczas II wojny światowej.

## Życiorys
Syn nauczycieli. Studiował w Wyższej Szkole Ekonomii i Biznesu w Atenach, kształcił się w zakresie ekonomii i politologii na uczelniach w Londynie, Genewie i Lozannie. W 1937 obronił doktorat w London School of Economics and Political Science, poświęcony ekonomice wojny. Autor licznych książek. Podczas II wojny światowej walczył jako ochotnik początkowo w Dodekanezie, następnie w Macedonii, na Krecie i w Egipcie, dosłużył się stopnia kaprala. W 1944 przeniósł się do Londynu jako doradca ekonomiczny tamtejszego rządu emigracyjnego. Od 1944 do 1947 pracował dla United Nations Relief and Rehabilitation Administration, przygotowując program odnowy greckiego przemysłu.
W 1948 powrócił do Grecji, przez kilka miesięcy szefował krajowemu komitetowi ds. odbudowy, następnie prowadził badania ekonomiczne w Afryce. W późniejszych latach kierował instytucjami publicznymi, m.in. krajowym dostawcą energii DEI. Od 1950 działał kolejno w Narodowej Progresywnej Unii Centrum i Unii Centrum. W 1950 po raz pierwszy wybrany do Parlamentu Hellenów z okręgu Achaja, zasiadał w nim do zamachu stanu 1967 (z przerwą w kadencji 1956–1958). Został także członkiem Zgromadzenia Parlamentarnego Rady Europy i Komitetu Doradczego NATO, a od 1953 do 1967 pełnił funkcję wiceprzewodniczącego Ruchu Europejskiego. Od października 1951 do kwietnia 1952 był ministrem bez teki. Trzykrotnie sprawował urząd ministra przemysłu (kwiecień–październik 1952, listopad–grudzień 1963, luty 1964–lipiec 1965).
Podczas rządów junty czarnych pułkowników jako jedyny eksminister był aresztowany, następnie zesłany na wyspy Folegandros i Syros. W grudniu 1967 wypuszczony na mocy amnestii. W 1970 skazany na 4,5 roku więzienia i grzywnę po udzieleniu wywiadu krytykującego władze. W 1973 wypuszczono go na wolność ze względu na stan zdrowia, powrócił do działalności opozycyjnej. Wkrótce potem popadł w konflikt z władzami Unii Centrum – Nowych Sił, po czym w latach 1974–1976 szefował Demokratycznej Unii Centrum, w 1976 połączonej z innymi partiami w Unię Demokratycznego Centrum. Po odejściu Jeorjosa Mawrosa w 1977 objął funkcję lidera ugrupowania, pozostawał nim do śmierci. Skierował ugrupowanie w kierunku socjaldemokratycznym. Od 1977 do 1981 ponownie członek Parlamentu Hellenów. Od stycznia do października 1981 wykonywał mandat posła do Parlamentu Europejskiego w ramach delegacji krajowej, pozostawał niezrzeszony. W latach 1985–1989 ponownie należał do legislatywy w ramach sojuszu wyborczego z PASOK.
W 1997 odznaczony Krzyżem Wielkim Orderu Feniksa.